# Ópera de Oslo
A Ópera de Oslo (em norueguês Den Norske Opera & Ballett; Operahuset) é o centro de artes cênicas mais importante da Noruega e está situada em frente ao fiorde de Oslo.
Inaugurada em 2008, foi projetada pelo estúdio de arquitetura Snøhetta, autor de outras obras como a embaixada norueguesa em Berlim e a Bibliotheca Alexandrina em Alexandria do Egito.